# École normale supérieure
École normale supérieure, còn được gọi là ENS, một trong những cơ sở giáo dục đại học uy tín nhất của Pháp (grande école).
Cơ sở trung tâm nằm trên Phố Ulm ở quận 5 của Paris. Các cơ sở khác nằm trên Boulevard Jourdanon (Paris) và ngoại ô Montrouge, và có một cơ sở sinh học ở Foljuif.
Họ cùng nhau tạo thành một nhóm ENS không chính thức. Để phân biệt với các tổ chức khác, tổ chức Paris thường được gọi là ENS-Paris hoặc ENS-Ulm.

## Sinh viên tốt nghiệp nổi tiếng
- Ngô Bảo Châu, một nhà toán học Pháp–Việt
- Émile Durkheim, một nhà xã hội học người Pháp nổi tiếng
- Louis Pasteur, một nhà sinh học, nhà vi sinh vật học